# Sanering
En sanering er et tiltag for at gøre sund eller ordne (af latin: sanare).
Begrebet "sanering" anvendes især vedrørende bygninger og bydele og henviser til virksomhed, der normalt er mere omfattende end byfornyelse: gamle bygninger nedrives og erstattes af nybyggeri (i større eller mindre udstrækning). Som regel medfører saneringen, at (en del af) de oprindelige beboere må flytte væk, hvilket indebærer, at der som et led i forløbet skal foretages genhusning af disse andetsteds.
Begrebet anvendes tillige i bredere betydning, eksempelvis i forbindelse med pengevæsen og økonomi, hvor der ved udtrykket "sanere" menes foretaget gennemgribende oprydninger i uheldige forhold. 